# Закон охоты
«Закон охоты» (англ. Bounty Law) — американский телевизионный мини-сериал в жанре вестерн режиссёра Квентина Тарантино, спин-офф фильма «Однажды в Голливуде». Работа над ним началась в 2019 году.

## Сюжет
Сериал «Закон охоты» упоминается в фильме Квентина Тарантино «Однажды в Голливуде», который вышел на экраны летом 2019 года. Это вымышленный вестерн с вымышленным актёром Риком Далтоном (героем Леонардо Ди Каприо) в главной роли, снимавшийся, согласно сюжету, в 1950-е годы. Действие этого сериала происходило на Диком Западе, его главным героем был охотник за головами по имени Джейк Кэхилл. Уже после выхода «Однажды в Голливуде» Тарантино заявил, что намерен снять сериал «Закон охоты» по-настоящему. Каждый эпизод сериала будет представлять собой отдельную драматическую историю.

## Производство
«Закон охоты» был впервые проанонсирован сразу после премьеры фильма «Однажды в Голливуде» — летом 2019 года. В январе 2020 года стало известно, что уже написан сценарий. В сериале будут пять серий, каждая по 30 минут, и все их будет режиссировать сам Тарантино. На съёмки, по словам режиссёра, уйдут примерно полтора года.
На первом этапе неизвестно, какие актёры будут участвовать в этом проекте. В одной из сцен, показанных в «Однажды в Голливуде», помимо ди Каприо, фигурирует Майкл Мэдсен.